# Sef Vergoossen
Sef Vergoossen (ur. 5 sierpnia 1947) – holenderski piłkarz i trener.

## Kariera trenerska
Pracował jako trener w VVV Venlo, MVV Maastricht, Roda JC Kerkrade, KRC Genk, Al-Jazira, Nagoya Grampus Eight i PSV Eindhoven.